# لیک تاماهاک (حوزه سرشماری)، ویسکانسین
لیک تاماهاک (به انگلیسی: Lake Tomahawk) یک منطقهٔ مسکونی در ایالات متحده آمریکا است که در شهرستان اونیدا، ویسکانسین واقع شده‌است. لیک تاماهاک ۲۲۸ نفر جمعیت دارد و ۴۹۹٫۸۸ متر بالاتر از سطح دریا واقع شده‌است.